# Старое Быково
Ста́рое Бы́ково — деревня в Назаровской сельской администрации Назаровского сельского поселения Рыбинского района Ярославской области. 

## Топоним
Может использоваться название просто Быково, так как деревня Ново-Быково более не существует, сейчас Ново-Быково урочище в верховьях Сундобы примерно в 2 км выше Гаютино .

## География
Деревня расположена правом берегу Сундобы, притока Волги. Деревня расположена на возвышенности, которую огибает Сундоба. Выше по течению на том же берегу деревня Головичино. Ниже по течению на этом же правом берегу деревня Кушляево. Основная улица деревни ориентирована параллельно реке .

## История
Деревня Быкова указана на плане Генерального межевания Рыбинского уезда 1792 года.

## Население
| 2007 | 2010 |
| ---- | ---- |
| 7    | ↗9   |

На 1 января 2007 года в посёлке числилось 7 постоянных жителей . Почтовое отделение в Назарово обслуживает в Старом Быково 18 домов.

## Инфраструктура
Личное подсобное хозяйство с зоной сельскохозяйственного использования, индивидуальная застройка усадебного типа.

## Транспорт
Деревня расположена к северу от автомобильной дороги Рыбинск-Шашково, к ней ведёт просёлочная дорога по берегу Сундобы на деревню Гаврилово.